# Showtime
Showtime (рус. Шоутайм) — американский платный кабельный и спутниковый телеканал.

## О канале
Showtime (иногда сокращенно SHO) — американский премиум-канал кабельного и спутникового телевидения, который выступает в качестве флагмана дочернего предприятия Showtime Networks в ViacomCBS, которая также владеет каналами The Movie Channel и Flix. Showtime в первую очередь транслирует фильмы и телесериалы собственного производства, транслирует смешанные боевые искусства и бокс, комедийные передачи и фильмы, снятые специально для кабельного телевидения.

Бренд Showtime использует несколько каналов и платформ по всему миру, но в первую очередь относится к группе из восьми мультикомплексных каналов в Соединенных Штатах. По состоянию на август 2012 года количество подписчиков канала достигает около 22 млн в США. Канал и его соответствующие сети базируются в штаб-квартире в Парамаунт-Плаза на северном конце в районе Нью-Йорка Бродвей.

## История Showtime
Запущен 1 июля 1976 в городе Дублин, штат Калифорния. Эфир начался с программы Celebration и концерта Рода Стюарта, Pink Floyd и ABBA.

## Бокс на Showtime
Showtime является одним из двух крупнейших телеканалов, организующих и транслирующих бокс. Главный конкурент Showtime — телеканал HBO.
Команда Showtime — телекомментаторы Стив Альберт и Джим Грей. Неофициальным подсчётом очков занимаются 3 судьи из числа журналистов. Как правило, ринганнонсером на поединках, организованных Showtime, выступает известный глашатай Джимми Леннон, который неизменно произносит свою фразу «It’s Showtime!» (Время шоу!).
Канал имеет личные контракты с успешными боксерами, такими как — Майк Тайсон, Константин Цзю, Сэмюэл Питер, Флойд Мейвезер и другие.
В конце 80-х контракт с HBO имел Майк Тайсон. В 1991 году Тайсону не понравилась критика в свой адрес со стороны Ларри Мерчанта. Он поставил руководству телеканала ультиматум: «Или Мерчант, или я». Руководство выбрало Мерчанта. Тайсон ушёл с HBO на Showtime.
Очень трудно устраивать поединки между боксерами, имеющими личный контракт с разными телеканалами. За всю историю бокса был только 1 случай когда такой поединок был организован — Леннокс Льюис против Майка Тайсона.
Константин Цзю не смог встретиться с рядом достойных соперников, так как имел контрактные обязательства с Showtime, в то время, как большая часть серьёзных оппонентов его весовой категории были подписаны на HBO.
С 1990-х годов топ-поединки стали транслировать по платному телеканалу Showtime SET. В 2000-х платная версия Showtime сменила название на Showtime PPV — Pay Per View (Плата За Просмотр). Поединки начинающих боксёров транслирует версия ShoBox. Наиболее известные поединки, организованные телеканалом Showtime: два поединка Хосе Луис Кастильо — Диего Корралес, два поединка Эвандер Холифилд — Майк Тайсон, Рикки Хаттон — Константин Цзю, два поединка Сэмюэл Питер — Джеймс Тони, Джо Кальзаге — Джефф Лейси.
В 2009 году телеканал решил провести большой турнир лучших боксёров суперсредневесов — Super Six World Boxing Classic. Данное мероприятие проходило по круговой системе и растянулось на два года. За каждый бой группового этапа участник мог получить очки: два — победа по очкам, три — досрочная победа. Четыре лучших боксёра вышли в полуфинал, победители полуфиналов встретились в финале. В турнире приняли участие:
— Артур Абрахам (экс- чемпион в среднем весе IBF)
— Миккель Кесслер (экс- чемпион в среднем весе WBA)
— Карл Фроч (чемпион в суперсреднем весе WBC
— Жермен Тейлор (экс-чемпион среднем весе)
— Андре Уорд (1 в рейтинге WBC суперсредний вес)
— Андре Диррел (2 в рейтинге WBC, 3 в рейтинге — WBO суперсредний вес)

## Телесериалы
В 2005 году канал выделил средства на создание режиссёрами, известными в жанре ужасов, сериала, под названием «Мастера ужасов». Сериал включает в себя 26 часовых эпизодов (по 13 в каждом сезоне). При этом канал дал возможность режиссёрам самим выбирать сюжет и способ реализации своих задумок. Сериал демонстрировался по каналу с 28 октября 2005 года по 2 февраля 2007 года.
В 2006 году начались съемки сериала «Декстер» по рассказу Джеффа Линдси «Дремлющий демон Декстера»
В 2007 году канал запустил сериал Californication с Дэвидом Духовны из «Секретных материалов» в главной роли. Сериал быстро завоевал популярность и транслировался в 33 странах.
Телесериалы Showtime:
- Близкие друзья / Queer as Folk
- Ужасы по дешевке / Penny Dreadful
- Дурман / Weeds
- Californication
- Сестра Джеки
- Такая разная Тара / United States of Tara
- Тюдоры
- Братство / Brotherhood
- Мёртвые, как я
- Секс в другом городе
- Декстер
- Мастера ужасов
- Толстая актриса / Fat Actress
- Free for All
- Полтергейст: Наследие
- Спящая ячейка / Узнай врага / Sleeper Cell
- Бесстыжие / Shameless
- Борджиа / The Borgias
- Родина / Homeland
- Эта страшная буква «Р»/ The Big C
- Обитель лжи / House of lies
- Эпизоды / Episodes
- Интернет-терапия / Web Therapy
- Рэй Донован / Ray Donovan
- Мастера секса / Masters of Sex
- Миллиарды / Billions
- Твин Пикс / Twin Peaks
- Шершни / Yellowjackets